# 雷诺 (北达科他州)
雷诺（英語：Reynolds），是美国北达科他州下属的一座城市。根据2010年美国人口普查，该市有人口301人。2011年估计该市有人口301人，相对于2010年，增长率为0.00%。